# Anthony Addabbo
Anthony Addabbo (Coral Gables, 14 settembre 1960 – Norfolk, 18 ottobre 2016) è stato un attore statunitense.

## Filmografia parziale

### Cinema
- My One and Only, regia di Richard Loncraine (2009)

### Televisione
- Infermiere a Los Angeles (Nightingales) (1988)
- Una famiglia come le altre (Life Goes On) (1990)
- Dallas (1991)
- Donne pericolose (Dangerous Women) (1991)
- Cin cin (Cheers) (1991)
- Red Shoe Diaries: Hotline (1994)
- Love on the Run (1994)
- Red Shoe Diaries: Weekend Pass (1995)
- Beautiful (The Bold and the Beautiful) (1997-1998)
- Sentieri (Guiding Light) (1999-2000)
- La valle dei pini (All My Children) (2001)
- Red Shoe Diaries: Forbidden Zone (2002)